# Pichi Alonso
Ángel Alonso Herrera (Benicarló, Castellón, 17 de diciembre de 1954) es un futbolista español de los años 80 conocido como "Pichi" Alonso. Posteriormente, ha trabajado como entrenador. Además, también es licenciado en educación física y diplomado en magisterio.
Destacó como delantero centro, con una gran capacidad goleadora, en el CD Castellón, Real Zaragoza, FC Barcelona y RCD Espanyol. En su etapa en el Camp Nou le marcó un "hat-trick" al IFK Göteborg en las semifinales de la Copa de Europa. Como futbolista, marcó un total de 107 goles en 265 partidos (11 temporadas) en Primera División.
Retirado como futbolista en activo, obtuvo el título de entrenador. Su estreno fue en el banquillo del Figueres de Segunda División, en la temporada 1992-93, que concluyó con el descenso del equipo catalán. Posteriormente desarrolló labores técnicas como segundo entrenador de Víctor Muñoz en el RCD Mallorca.
Durante los años 1990 combinó sus labores como comentarista deportivo en TV3, la televisión autonómica de Cataluña, como seleccionador de la selección de fútbol de Cataluña, que cada año disputa un par de partidos amistosos. Fue reemplazado por Pere Gratacós como seleccionador de Cataluña en 2005 (acumulando un total de 10 años en el cargo y sólo 3 derrotas ante Argentina y Brasil, dos veces) y se fue a entrenar a Ucrania, al Metalurg Donetsk. Dirigió este club desde julio hasta  diciembre de 2006, cuando fue sustituido por el neerlandés Co Adriaanse.
Tras esa breve experiencia, vuelve a TV3 para retomar su trabajo de analista técnico en los partidos de fútbol y comentarista en diferentes programas de la cadena. En septiembre de 2012 se incorpora a Canal+ para desarrollar la misma labor.

## Clubes como jugador
| Club             | País   | Año       |
| ---------------- | ------ | --------- |
| C. D. Castellón  | España | 1975-1977 |
| Real Zaragoza    | España | 1977-1982 |
| F. C. Barcelona  | España | 1982-1986 |
| R. C. D. Español | España | 1986-1989 |

## Clubes como entrenador
| Club                                   | País    | Año       | P  | PG | PE | PP | % v.  |
| -------------------------------------- | ------- | --------- | -- | -- | -- | -- | ----- |
| U. E. Figueres                         | España  | 1992-1993 | 33 | 10 | 10 | 13 | 30.3  |
| R. C. D. Mallorca (segundo entrenador) | España  | 1996-1997 | 36 | 20 | 9  | 7  | 55.56 |
| Selección de fútbol de Cataluña        | España  | 1995-2005 | 11 | 7  | 1  | 3  | 63.64 |
| Metalurg Donetsk                       | Ucrania | 2006      |    |    |    |    |       |

## Títulos
- 1 Liga española de fútbol (F. C. Barcelona): 1984-1985.
- 1 Copa del Rey (F. C. Barcelona): 1983.
- 1 Supercopa de España (F. C. Barcelona): 1984.
- 2 Copa de la Liga (F. C. Barcelona): 1983 y 1986.